# Retiniphyllum
Retiniphyllum es un género con 39 especies de plantas con flores perteneciente a la familia de las rubiáceas.  Es el único género de la tribu Retiniphylleae.
Es nativo de Sudamérica tropical.

## Especies seleccionadas
- Retiniphyllum cataractae Ducke (1938).
- Retiniphyllum chloranthum Ducke (1943).
- Retiniphyllum concolor (Spruce ex Benth.) Müll.Arg. in C.F.P.von Martius & auct. suc. (eds.) (1881).
- Retiniphyllum discolor (Spruce ex Benth.) Müll.Arg. in C.F.P.von Martius & auct. suc. (eds.) (1881).